# Moebelotinus
Moebelotinus transbaikalicus es una especie de araña araneomorfa de la familia Linyphiidae. Es el único miembro del género monotípico Moebelotinus.

## Distribución
Es un endemismo del Krai de Zabaikalie en Rusia y en Mongolia.

## Descripción
Los machos tienen un tamaño de 1,7 mm y las hembras de 1,63 a 1,85 mm.